# Iglesia de San Juan de Viñafrescal
San Juan de Viñafrescal es la iglesia parroquial de origen románico del pueblo homónimo, en el término municipal de Puebla de Segur, en la comarca del Pallars Jussá en la provincia de Lérida (España).

## Descripción

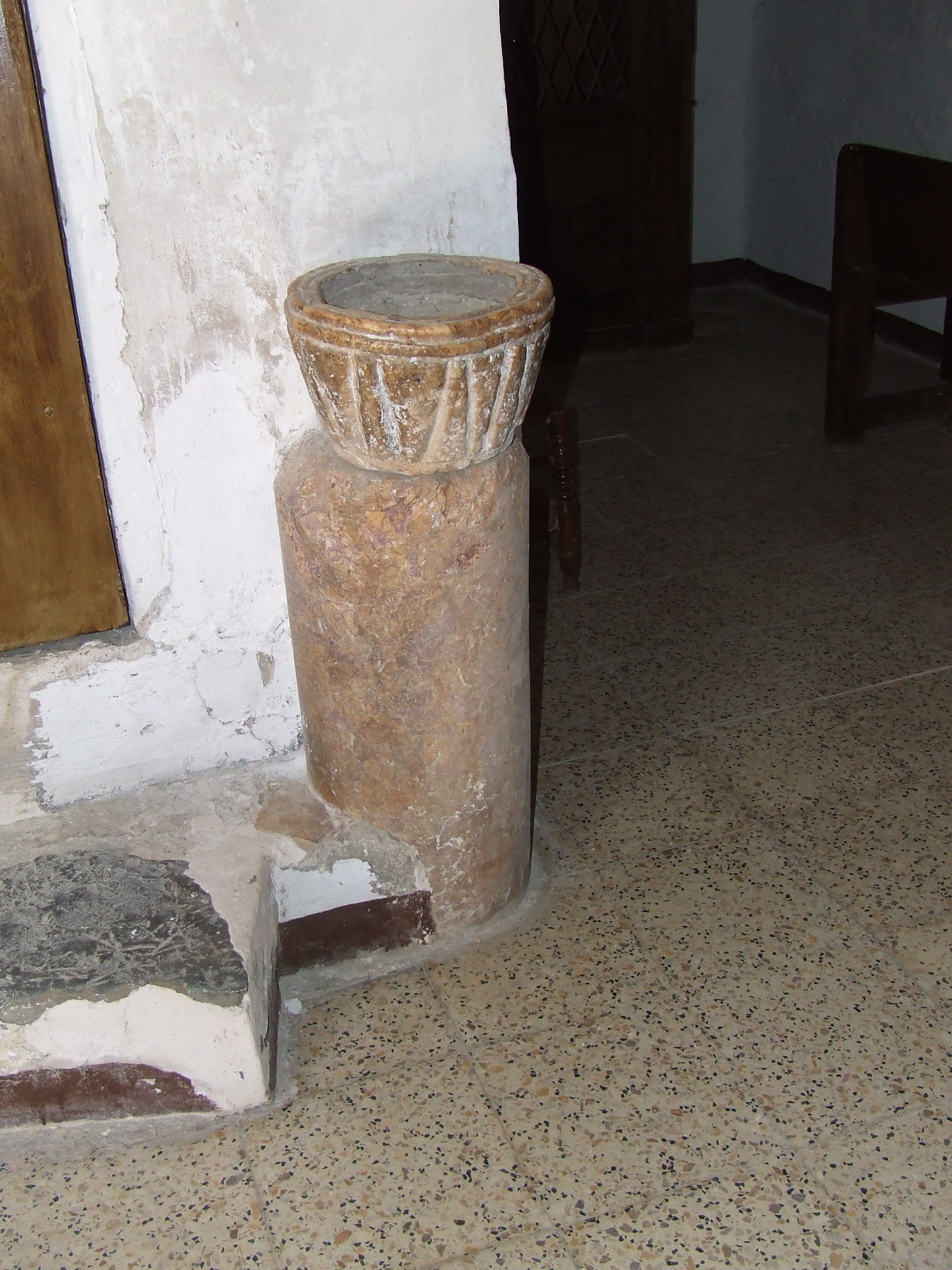
Pila bautismal de la iglesia.

La iglesia original románica ha sido muy modificada a lo largo de los siglos, y actualmente se conservan pocos elementos del templo de esa época. Posiblemente una parte de la cabecera y del muro de mediodía. Un par de pilas de piedra también podrían ser de origen medieval.
Es una iglesia pequeña, de una sola nave, con la puerta actual en el oeste. Esta puerta tiene en la parte exterior un porche, que antes se abría al sur, ya que sus lados norte y oeste daban en el cementerio, antiguamente situado en medio del pueblo. No hay ábside visible desde el exterior, pero sí en el interior: un ábside cuadrado, cubierto con bóveda de arco de medio punto. Sin embargo, en el estado actual no se puede ver de qué época es esta vuelta, ya que está totalmente pintada de blanco.
El lugar y la iglesia están documentados en 1099 y el 1108, en sendas donaciones a Sant Genís de Bellera. Más adelante pasó a depender del monasterio de Sant Pere de les Maleses.